# Tarvaris Jackson
Tarvaris Jackson (født 21. april 1983 i Montgomery, Alabama, USA; død 12. april 2020 i Alabama) var en amerikansk footballspiller, der tidligere spillede i NFL som quarterback for Seattle Seahawks. Han har spillet i NFL siden 2006 og har desuden spillet for Minnesota Vikings og Buffalo Bills.
Han døde 12. april 2020, da han var ude for en soloulykke i sin Chevrolet Camaro.

## Klubber
- Minnesota Vikings (2006–2010)
- Seattle Seahawks (2011)
- Buffalo Bills (2012)
- Seattle Seahawks (2013–)